# Wohnhausbrand in Backnang 2013
Der Wohnhausbrand in Backnang ereignete sich am frühen Morgen des 10. März 2013 in Backnang. In einem Wohnhaus starben eine türkische Mutter und sieben ihrer zehn Kinder, während sich drei Menschen in Sicherheit bringen konnten.
Mehrere Wochen nach dem Brand gaben Ermittler bekannt, dass es durch fahrlässigen Umgang mit offenem Feuer oder mit einem glimmenden Gegenstand – möglicherweise einer Zigarette – zu dem Brand gekommen sei.

## Gebäude
Das Gebäude, ein rund 100 Jahre alter ehemaliger Gebäudekomplex einer stillgelegten Lederfabrik, befindet sich im Gerberviertel, unweit der Murr. Im Laufe seiner langjährigen Nutzung wurde das Gebäude mehrfach an- und umgebaut und beherbergte nun mehrere Wohnungen, Geschäfte und Gastronomiebetriebe.

## Ablauf
Die ersten Notrufe gingen um 4:30 Uhr bei der Integrierten Leitstelle in Waiblingen ein. Drei Minuten später wurde Vollalarm für die Freiwillige Feuerwehr der Kernstadt ausgelöst, die ersten Einsatzfahrzeuge trafen sieben Minuten nach der Alarmierung am Brandort ein. Noch während der Anfahrt der ersten ließ der Feuerwehrchef Daniel Köngeter auch die weiteren Abteilungen der Backnanger Ortsteile alarmieren. Oberste Priorität hatte bei Einsatzbeginn die Rettung vermisster Personen, die sich aufgrund der verschachtelten und unübersichtlichen Bauweise des Brandobjekts als sehr schwierig erwies. Drei vermisste Personen konnten von einer Dachterrasse gerettet werden, auf die sie sich vor den Flammen gerettet hatten. Unterdessen breitete sich das Feuer aufgrund fehlender oder durchlässiger Brandschutzmauern über den gesamten Dachstuhl aus. Zwei Gaststätten in dem Gebäudekomplex, die zum Brandzeitpunkt noch gut besucht waren, wurden von Polizei und Feuerwehr geräumt. Weitere Feuerwehren aus den Nachbarkommunen Murrhardt, Oppenweiler, Winnenden und Schwäbisch Hall wurden alarmiert, um die Brandbekämpfung zu unterstützen. Die Löschwasserversorgung wurde unter anderem über eine doppelte B-Leitung aus der Murr sichergestellt, da das Hydrantennetz die benötigten Wassermengen nicht mehr bereitstellen konnte. Nach etwa einer Stunde war der Brand soweit unter Kontrolle, dass die Atemschutzgeräteträger damit beginnen konnten, die Zimmer des Komplexes nach den Vermissten abzusuchen. Nach und nach wurden dabei dann die Leichen der 40-jährigen Mutter und sieben ihrer zehn Kinder im Alter von sechs Monaten bis 16 Jahren gefunden. Nachdem die Kriminalpolizei mit der Brandermittlung begonnen hatte, wurde die Einsatzstelle um 21:30 Uhr von der Feuerwehr an die Polizei übergeben.
Die fünf alarmierten Feuerwehren setzten insgesamt 23 Fahrzeuge, darunter drei Drehleitern, und 117 Einsatzkräfte ein, dazu kamen 16 Kräfte des Regelrettungsdienstes mit sechs Rettungswagen und zwei Notarzteinsatzfahrzeugen, 45 Bereitschaftskräfte des Deutschen Roten Kreuzes und 21 Kräfte der Notfallseelsorge. Die Polizei war mit bis zu 78 Einsatzkräften vor Ort.

## Ermittlungen zur Brandursache
Eine der Überlebenden, die Großmutter der Familie, erhob schwere Vorwürfe gegen den Vermieter wegen maroder Stromkabel.
Während nach ersten Vermutungen ein technischer Defekt oder unsachgemäßer Umgang mit einem Holzofen als Brandursache in Frage kamen, wurde Brandstiftung mit fremdenfeindlichem Hintergrund recht schnell ausgeschlossen.
An den Ermittlungen zur Ursache waren neben den deutschen Behörden auch türkische und Schweizer Brandermittler beteiligt.
Anfang April gab die ermittelnde Staatsanwaltschaft bekannt, dass das Feuer durch fahrlässige Brandstiftung im Bereich eines Sofas, Schlafplatz der Großmutter, der Brandwohnung ausgebrochen sei. Als wahrscheinlichste Ursache gelte die Brandverursachung „durch den Umgang mit offenem Feuer oder mit einem glimmenden Gegenstand in der Wohnung“, so die Staatsanwaltschaft Stuttgart.
Ein technischer Defekt und ein Brandanschlag könnten als Brandursache ausgeschlossen werden. Nachdem sich die vernommenen Zeugen auf ihr Zeugnisverweigerungsrecht berufen hatten, wurden die staatsanwaltschaftlichen Ermittlungen im Mai 2014 eingestellt.

## Reaktionen
Noch während des laufenden Einsatzes fand am Mittag eine erste Pressekonferenz statt, um das starke Medieninteresse zu befriedigen. Am Nachmittag trafen Ministerpräsident Winfried Kretschmann zusammen mit dem türkischen Botschafter Hüseyin Avni Karslıoğlu sowie Landesinnenminister Reinhold Gall am Unglücksort ein, um sich vor Ort ein Bild der Lage zu machen.
Zwei Tage nach dem Feuer wurden die acht Leichen nach einer Trauerfeier in Backnang, bei der auch der stellvertretende Ministerpräsident Nils Schmid anwesend war, mit einer Maschine der Turkish Airlines in die Türkei überführt, wo sie nach einer Obduktion bestattet wurden.